# Christopher Schnell
Christopher Schnell, född 12 juli 1995, är en svensk handbollsspelare. Han är vänsterhänt och spelar som högersexa.

## Karriär
Schnell har IFK Ystad som moderklubb, där han spelade hela sin karriär fram till 2022. Han blev då utlånad till Lugi HF som fått en spelare skadad. Från sommaren 2023 är lånet i Lugi över, och han har skrivit permanent kontrakt med HK Malmö.